# Liste der Landschaftsschutzgebiete im Landkreis Miesbach
Im Landkreis Miesbach gibt es elf Landschaftsschutzgebiete. (Stand: November 2018)

## Liste
- Gebietsname: Amtliche Bezeichnung des Schutzgebietes
- Bild/Commons: Bild und Link zu weiteren Bildern aus dem Schutzgebiet
- LSG-ID: Amtliche Nummer des Schutzgebietes
- WDPA-ID: Link zum Eintrag des Schutzgebietes in der World Database on Protected Areas
- Wikidata: Link zum Wikidata-Eintrag des Schutzgebietes
- Ausweisung: Datum der Ausweisung als Schutzgebiet
- Gemeinde(n): Gemeinden, auf denen sich das Schutzgebiet befindet
- Lage: Geografischer Standort
- Fläche: Gesamtfläche des Schutzgebietes in Hektar
- Flächenanteil: Anteilige Flächen des Schutzgebietes in Landkreisen/Gemeinden, Angabe in % der Gesamtfläche
- Bemerkung: Besonderheiten und Anmerkungen

Bis auf die Spalte Lage sind alle Spalten sortierbar.
| Gebietsname                                                            | Bild/Commons   | LSG-ID       | WDPA-ID | Wikidata  | Ausweisung | Gemeinde(n)                                                             | Lage     | Fläche ha | Flächenanteil               | Bemerkung |
| ---------------------------------------------------------------------- | -------------- | ------------ | ------- | --------- | ---------- | ----------------------------------------------------------------------- | -------- | --------- | --------------------------- | --------- |
| LSG Otterfing - Hofoldinger Forst                                      |                | LSG-00606.01 | 395679  |           |            | Otterfing                                                               | Position | 4975,92   | Landkreis Miesbach (100 %)  |           |
| LSG Rotwand                                                            | weitere Bilder | LSG-00402.01 | 395910  |           | 1987       | Schliersee, Bayrischzell                                                | Position | 453,29    | Landkreis Miesbach (99,9 %) |           |
| LSG Seehamer See mit Wattersdorfer Moor                                | weitere Bilder | LSG-00434.01 | 395942  | Q59643556 | 1989       | Irschenberg, Weyarn                                                     | Position | 532,48    | Landkreis Miesbach (100 %)  |           |
| LSG Sutten und Umgebung                                                | weitere Bilder | LSG-00461.01 | 395969  | Q59643509 | 1992       | Rottach-Egern                                                           | Position | 674       | Landkreis Miesbach (100 %)  |           |
| LSG Untere Leitzach                                                    | weitere Bilder | LSG-00551.01 | 396102  | Q59643426 | 2001       | Weyarn                                                                  | Position | 90,97     | Landkreis Miesbach (99,9 %) |           |
| Schutz der Egartenlandschaft um Miesbach                               | weitere Bilder | LSG-00550.01 | 396101  | Q59643820 | 2001       | Waakirchen, Gmund am Tegernsee, Warngau, Miesbach, Irschenberg, Hausham | Position | 12477     | Landkreis Miesbach (100 %)  |           |
| Schutz des Obersten Leitzachtales und seiner Umgebung bei Bayrischzell | weitere Bilder | LSG-00064.01 | 395489  | Q59643638 | 1955       | Bayrischzell                                                            | Position | 3578,73   | Landkreis Miesbach (99,9 %) |           |
| Schutz des Schliersees und seiner Umgebung                             | weitere Bilder | LSG-00052.01 | 395480  | Q59643797 | 1955       | Schliersee                                                              | Position | 1539,97   | Landkreis Miesbach (100 %)  |           |
| Schutz des Spitzingsees und seiner Umgebung                            | weitere Bilder | LSG-00060.01 | 395486  | Q59643792 | 1955       | Schliersee                                                              | Position | 1547,59   | Landkreis Miesbach (100 %)  |           |
| Schutz des Tegernsees und Umgebung                                     | weitere Bilder | LSG-00072.01 | 395496  | Q59643425 | 1956       | Bad Wiessee, Gmund am Tegernsee, Tegernsee, Rottach-Egern, Kreuth       | Position | 9272,97   | Landkreis Miesbach (100 %)  |           |
| Schutz des Weissachtales                                               | weitere Bilder | LSG-00029.01 | 395468  | Q59643552 | 1953       | Kreuth, Rottach-Egern                                                   | Position | 5327,28   | Landkreis Miesbach (99,9 %) |           |